# Cheder

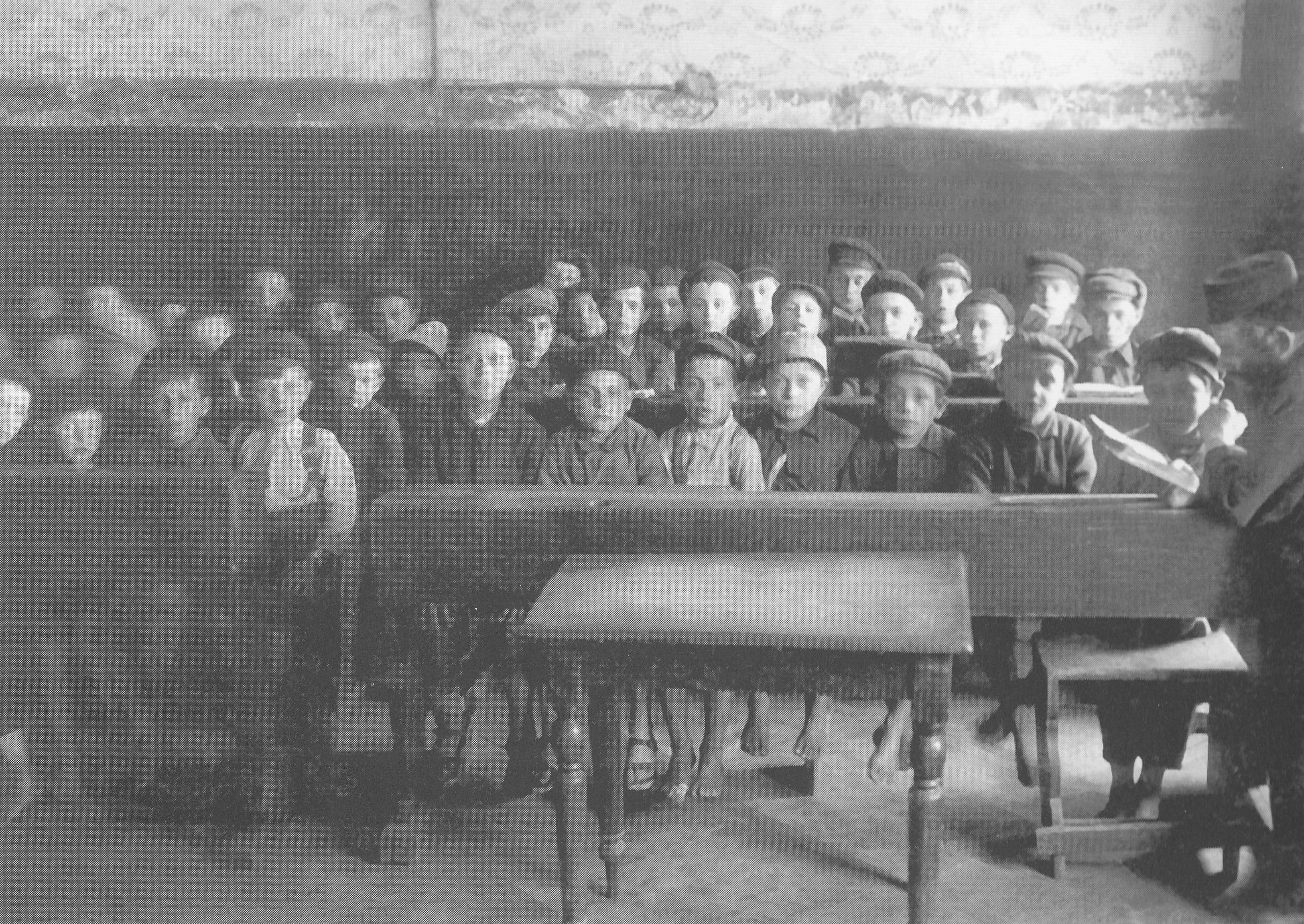
Uczniowie z mełamedem w chederze, ok. 1917

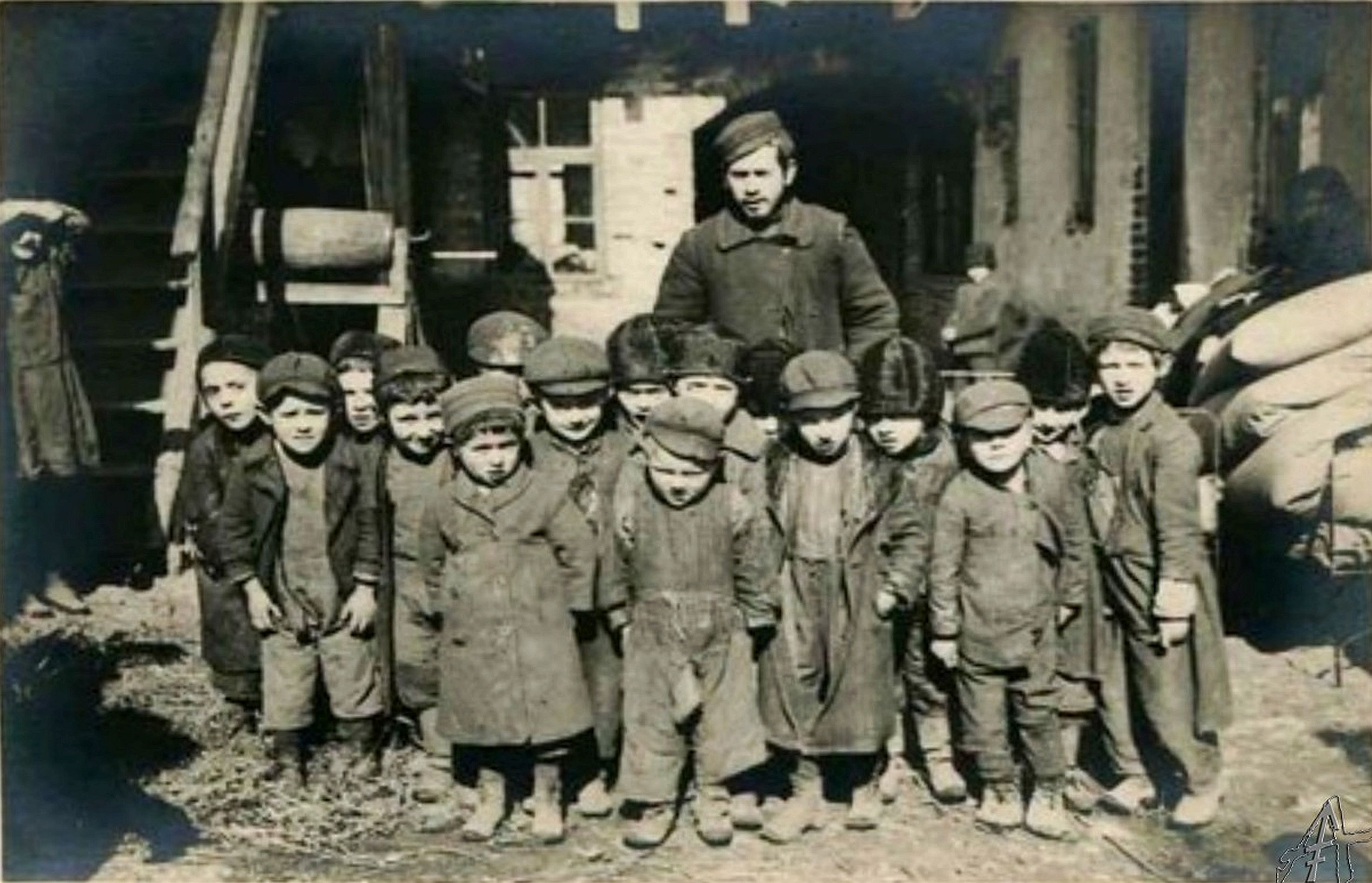
Uczniowie z mełamedem w Jędrzejowie, 1915

Cheder (hebr. חדר pokój) – szkoła żydowska o charakterze religijnym utrzymywana przez gminę religijną.

## Opis
Dawniej była to szkoła elementarna, do której posyłano chłopców w wieku trzech lub pięciu lat. Nauka w chederze trwała do bar micwy i polegała na nauce czytania po hebrajsku z elementarza Reszit Daat oraz z Księgi Kapłańskiej i mechanicznego tłumaczenia tej ostatniej. Dzieci przebywały w szkole większość dnia. Zajęcia odbywały się najczęściej w mieszkaniu nauczyciela (mełameda). Dla większości chłopców nauka kończyła się na chederze, tylko niektórzy kontynuowali ją w jesziwie.
Powszechna była opinia na temat niskiego poziomu nauczania w chederach, szczególnie w porównaniu ze szkołą państwową. Chedery krytykowane były także za ich hermetyczność i brak przedmiotów świeckich. Przeszkodą dla Żydów był m.in. język wykładowy.